# トリセツ (ウェブサイト)
トリセツは、株式会社トライグルが開発しているウェブサイト、また、アプリケーション。型番を入力することで取扱説明書を参照、保存することができる。

## 概要
型番を入力することで製品情報、取扱説明書を参照でき、購入日や購入価格など様々な情報を保存しておくことができる。Assurant Japanのグループ会社である株式会社トライグルが開発している。2022年の時点で製品型番データは46万点以上、ダウンロード数は300万回以上である。登録されていない製品は製品リクエストを行うこともできるが、アカウント登録が必要である。

## 登録対象製品
- AV機器・情報家電
- PC・スマホ
- カメラ
- キッチン家電
- 生活・健康家電
- 住宅設備・家具
- カー用品・自転車
- ゲーム・ホビー・楽器
- 時計・スポーツ
- DIY・工具
- アウトドア
- ベビー・ペット
- 生活雑貨[3]

また、発表前の新製品などを追加することができる場合もある。

## 評価
2024年2月11日時点で、App Store、Google Play共に星3.5である。また、App Storeでは「辞書／辞典／その他」内5位である。